# Черкаські городища
Городи́ще (від «городити», тобто зводити укріплення довкола) — у часи давніх слов'ян це були постійні укріплені поселення, де відбувався міжобщинний обмін або просто оборонний комплекс. На території міста Черкаси археологами за всю історію досліджень було виявлено 4 таких городища. Усі вони розташовані на старому та високому березі Дніпра.
Черкаські городища занесені до Державного реєстру пам'яток Черкаської області і належать до заповідної території «Черкаські берегові схили». Однак на сьогодні вони знаходяться в незадовільному стані і зазнають антропогенних руйнувань. До їхнього переліку входять:
- Чорноярське
- Кавказьке
- Василицьке
- Шпиль

Місцевий археолог та краєзнавець, натхненник створення у Черкасах міського археологічного музею, Михайло Сиволап подавав проект на грант посольства США на музеєфікацію одного з цих городищ, але поки що безрезультатно.

## Чорноярське городище
Поблизу Чорного яру, що простягнувся паралельно вулиці Припортовій, на самому перехресті вулиць Гагаріна та Припортової розташоване найменше за площею черкаське городище. Його вік датується від останніх століть до нашої ери до початку 1 століття нашої ери. Понад 2000 років тому тут знаходилось давнє укріплення праслов'ян. Однак сьогодні воно закладене асфальтом, забудоване гаражами, а трохи віддаль тут розташований шиномонтаж.

## Кавказьке городище
Городище знаходиться поблизу вулиці Кавказької, що була названа через розташування тут історичного району Кавказ. Сьогодні тут розкинулись будівлі буддійського храму «Білий лотос».

## Василицьке городище

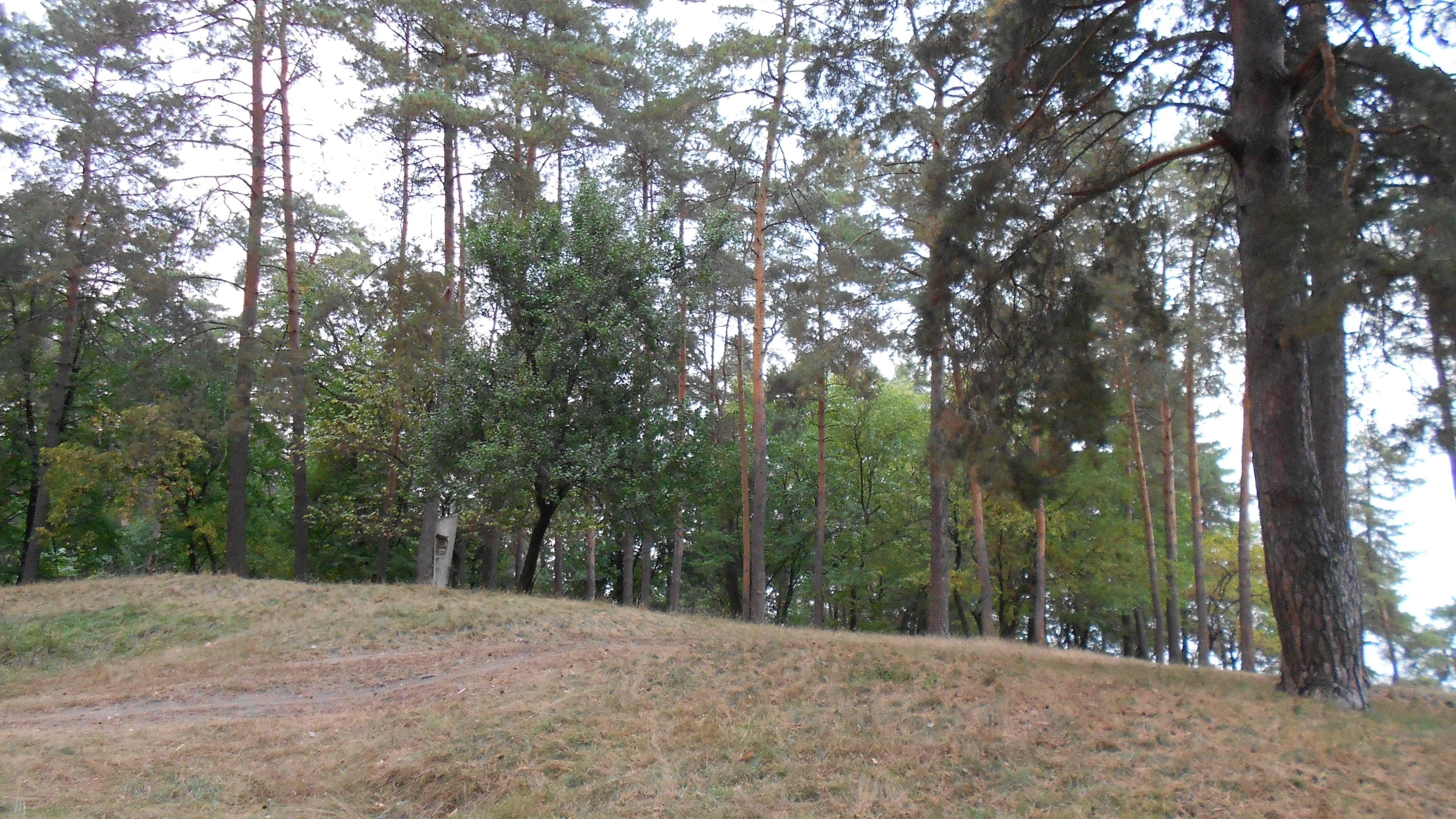
Василицьке городище

Це найбільше за площею та найстаріше із черкаських городищ, що розкинулось у Черкаському бору над вулицею Праслов'янською у мікрорайоні Дахнівка. До речі назву вулиця отримала саме через розташування тут археологічної пам'ятки. З усіх черкаських городищ, Василицьке має пам'ятний знак у вигляді бетонного стовпа та чавунної таблички. Одночасно лише тут проводились археологічні розкопки і ученими встановлено, що укріплення існувало 5,5 тисяч років тому. На сьогодні це городище збереглось найкраще, окремі знахідки, а саме древній горщик племен малодослідженої пивихинської культури, можна споглядати у обласному краєзнавчому музеї.
На його честь названо вулицю Василицьку у місті Черкаси.

## Шпиль
Невелике городище, що розташоване поблизу Мосту кохання у парку Сосновий бір. Поблизу ведеться реконструкція готелю, а піщані вали розмиваються дощовими та талими водами. Також городище постраждало під час другої світової війни, так як у нього потрапили бомби, які лишили після вибуху вирви.